# Халеакала (вулкан)
Халеакала́ (гав. Haleakalā) — спящий щитовой вулкан, сформировавший основную часть острова Мауи, Гавайские острова. На вулкане расположен Национальный парк Халеакала.

## Описание
Основные извержения вулкана произошли между 1480 и 1600 годами. Последнее извержение было до 1790 года.
Название в переводе означает «Дом Солнца» и связано со сказанием, что полубог Мауи поймал Солнце. Самая высокая вершина вулкана — пик Пуу-Улаула (Puʻu ʻUlaʻula, 3055 м).

## Астрофизические исследования

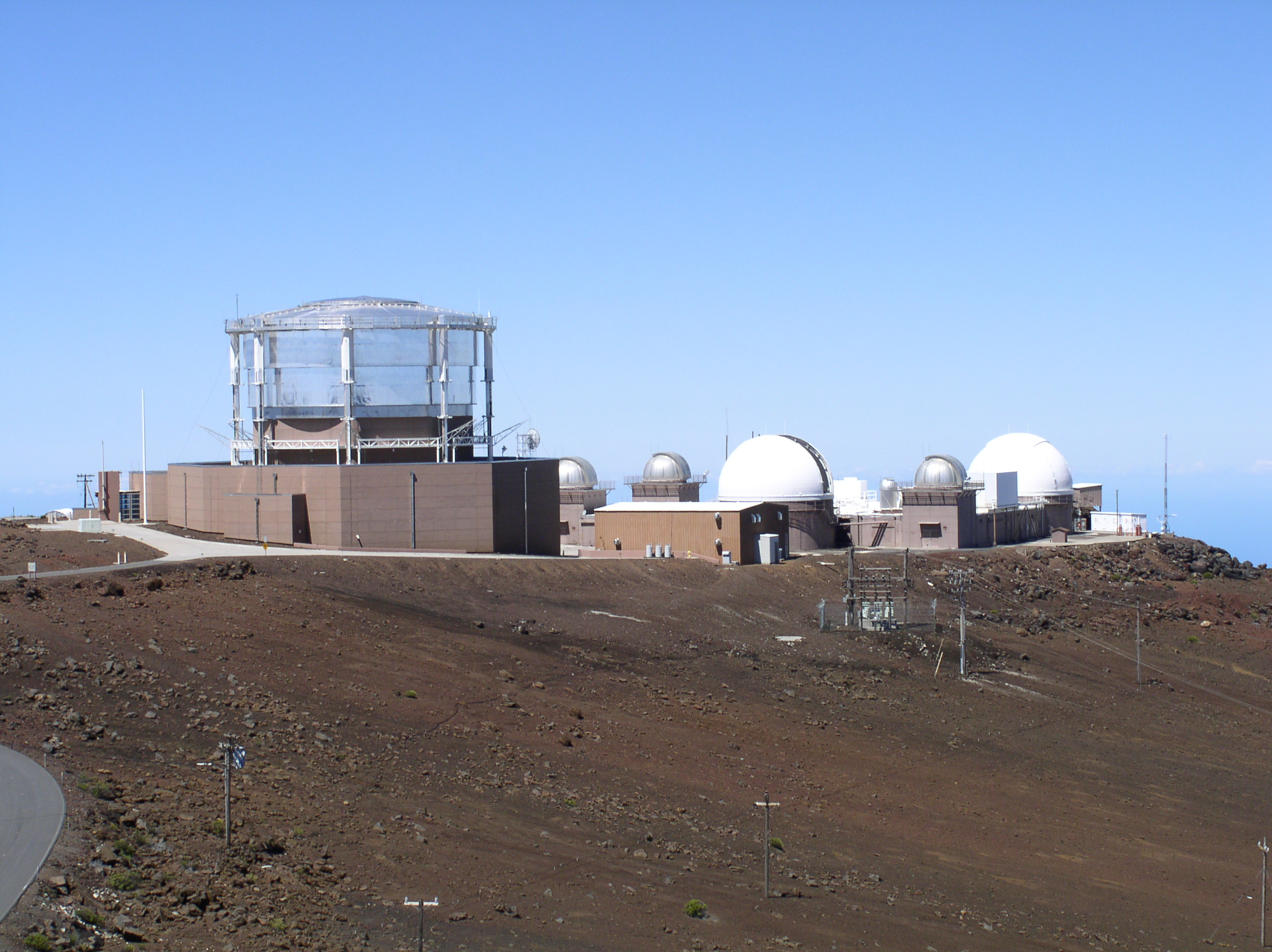
Обсерватория космического наблюдения на острове

Из-за примечательной ясности и сухости воздуха, а также высоты более чем 3 км над уровнем моря (с атмосферным давлением в 71 кПа / 533 мм рт. ст.), а также ввиду отсутствия огней крупных городов, вершина Халеакала (подобно вершине Мауна-Кеа) является одним из наиболее подходящих в мире мест для размещения наземных оптических телескопов.
Комплекс телескопов находится в ведении министерства обороны США, Гавайского университета, Смитсоновского института, военно-воздушных сил США, федерального управления гражданской авиации США и других организаций. Некоторые из телескопов, находящиеся в ведении Министерства обороны, заняты в наблюдениях за космическими аппаратами и в лазерных технологиях. Программа сотрудничества с оборонными подрядчиками исполняется в исследовательском и технологическом парке Мауи в Kihei.
Астрономы на Халеакале обеспокоены увеличением светового загрязнения атмосферы по мере роста населения Мауи. Тем не менее, в комплексе появляются всё новые телескопы, подобно Pan-STARRS 1 (системы Pan-STARRS), введённому в эксплуатацию в 2006 году.
Диаметр зеркала самого большого телескопа на вершине — 3,67 метра.